# Kyle Gibson (baseball)
Ne doit pas être confondu avec Kyle Gibson, joueur de basket-ball.
Pour les articles homonymes, voir Gibson.
Kyle Benjamin Gibson (né le 23 octobre 1987 à Greenfield, Indiana, États-Unis) est un lanceur droitier des Ligues majeures de baseball jouant avec les Cardinals de Saint-Louis.

## Carrière
Kyle Gibson est repêché par les Phillies de Philadelphie au 36e tour de sélection en 2006 mais il s'engage avec les Tigers de l'Université du Missouri-Columbia sans signer de contrat avec les Phillies. En 2008, Gibson remporte avec l'équipe des États-Unis la médaille d'or du Championnat du monde de baseball universitaire disputé cette année-là à Brno en République tchèque. Il devient le premier choix des Twins du Minnesota et le 22e joueur sélectionné au total au repêchage amateur de juin 2009.
Considéré parmi les bons espoirs du baseball, le lanceur droitier de 6′ 6″ (1,98 m) apparaît à quelques reprises sur la liste des meilleurs joueurs d'avenir dressée annuellement par Baseball America, atteignant la 34e place de leur palmarès au début 2011.
Il fait ses débuts dans les majeures comme lanceur partant des Twins du Minnesota le 29 juin 2013. Avec deux points accordés et cinq retraits sur des prises en six manches de travail, il remporte sa première victoire dans le triomphe de 6-2 des Twins sur les Royals de Kansas City.